# Centrerat dodekaedertal
Centrerat dodekaedertal är ett centrerat polyedertal som representerar en dodekaeder. Det centrerade dodekaedertalet för n ges av formeln:
{\displaystyle (2n+1)\times (5n^{2}+5n+1)}
De första centrerade dodekaedertalen är:
1, 33, 155, 427, 909, 1661, 2743, 4215, 6137, 8569, … (talföljd A005904 i OEIS)